# Železný Brod
Železný Brod (in tedesco Eisenbrod) è una città della Repubblica Ceca facente parte del distretto di Jablonec nad Nisou, nella regione di Liberec.